# Urpo Leppänen
Urpo Olavi Leppänen, född 10 februari 1944 i Polvijärvi, död 14 mars 2010 i Forssa, var en finländsk politiker. 
Han var Finlands arbetskraftsminister i Regeringen Sorsa IV 1983–1987 och ledamot av Finlands riksdag 1979–1991. Han representerade Landsbygdspartiet fram till 1989. Som politisk vilde 1989–1990 kallade han sig fri demokrat. Det sista året i riksdagen representerade han Liberala folkpartiet. Han bytte 1993 parti tillbaka till Landsbygdspartiet och var senare kommunalpolitiker i Forssa för sannfinländarna. Han var känd för sin populistiska framtoning och arbetsmarknadspolitiska linjedragningar. Under hans tid som arbetskraftsminister stiftades Lex Leppänen.

## Biografi
Leppänen föddes i en bastu i Karelen under fortsättningskriget. Han studerade statistik, filosofi och nationalekonomi vid Helsingfors universitet och avlade politices magisterexamen. 
Leppänen var gift fyra gånger. Det tredje äktenskapet från 1984 till 1990 var till socialdemokraternas riksdagsledamot Sinikka Hurskainen. Efter skilsmässan från Hurskainen gifte han 1990 om sig med dansaren Ana Risquet Ribalta som han träffade på Club Tropicana i Santiago de Cuba. Leppänens och hustrun Anas gemensamma språk var spanska. Leppänen avled den 14 mars 2010.

### Karriär
Leppänen var Landsbygdspartiets partisekreterare 1972–1977 och 1979–1984. Han var ansvarig utgivare för Landsbygdspartiets tidning Suomen Uutiset 1975–1984.
Leppänen blev invald i riksdagen i riksdagsvalet 1979 och fyra år senare blev han minister. Lagen Lex Leppänen från år 1987 innebar att kommunerna fick ansvar att anställa personer som hade varit arbetslösa under en viss tid. Lagen var i kraft fram till 1990-talets stora ekonomiska kris i Finland.
Leppänen lämnade Landsbygdspartiet år 1989. Han gick ett år senare med i Liberala folkpartiet och förlorade sitt mandat i riksdagen i riksdagsvalet 1991. Han återvände sedan till Landsbygdspartiet. Han var 1995 med om att grunda sannfinländarna. Det var han som föreslog det nya partiets namn och partiordföranden Raimo Vistbacka valde hans förslag.
Leppänen lämnade sannfinländarna efter att han upplevde en högervridning i Timo Soinis politik. Han kandiderade i kommunalvalet 2000 på Centerns lista i Nummi-Pusula och i riksdagsvalet 2003 var han tillbaka i liberalerna. Fyra år senare hade han slutligen återvänt till sannfinländarna och var med om att dryfta partiets strategi i Europaparlamentsvalet 2009 då Soini blev invald.